# Harro Koskinen

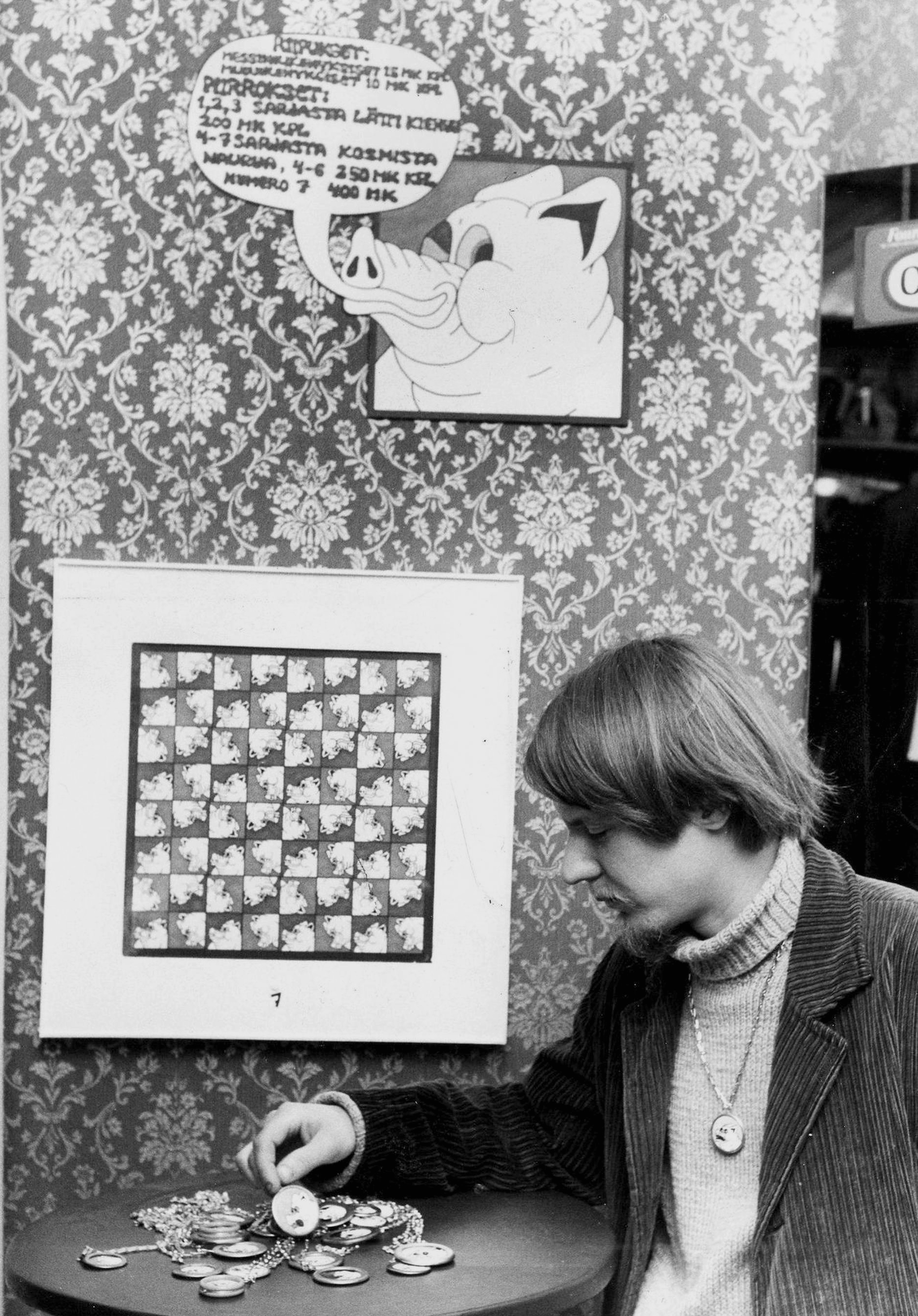
Harro Koskinen år 1969.

Harro Juhani Koskinen, född 24 augusti 1945 i Åbo, är en finländsk målare och skulptör. 
Koskinen studerade vid Åbo ritskola 1965–1967 samt 1977. Han kom i slutet av 1960-talet att representera den mest extrema popkonsten i Finland, en stil som introducerats i landet i mitten av decenniet som en reaktion mot de då rådande abstrakta ismerna. Koskinens på serieteckningar baserade bilder och provokativa motiv, bland annat blasfemiska kompositioner med Finlands flagga och installationer med grisar, betraktades av många som direkt anstötliga. På De ungas utställning 1969 i Helsingfors konsthall ställde han ut träreliefen Svin-Messias som ledde till en rättegång i vilken både konstnären och utställningsjuryn dömdes till böter för hädelse. Under 1970-talet framträdde Koskinen som en realistisk tecknare och grafiker. Han har även verkat som konstkritiker i Uusi Päivä 1968–1969, Turun Päivälehti 1975 och Turun Sanomat 1986–1987. Koskinen har innehaft förtroendeuppdrag i olika konstnärsorganisationer, bland annat Arte i Åbo (sekreterare 1968–1978).